# Perarthrus
Perarthrus is een kevergeslacht uit de familie van de boktorren (Cerambycidae). De wetenschappelijke naam van het geslacht werd voor het eerst geldig gepubliceerd in 1851 door LeConte.

## Soorten
Perarthrus omvat de volgende soorten:
- Perarthrus linsleyi (Knull, 1942)
- Perarthrus pallidus (Schaeffer, 1905)
- Perarthrus vittatus LeConte, 1851